# الکساندر بایارسکی
الکساندر یونویچ بایارسکی (روسی: Александр Ионович Боярский؛ زادهٔ ۱۹۷۳ میلادی) بازیگر، اَنیماتور، کارگردان فیلم، فیلم‌نامه‌نویس و تهیه‌کننده تلویزیونی اهل روسیه است.
از فیلم‌ها یا مجموعه‌های تلویزیونی که وی در آن‌ها نقش داشته است، می‌توان به لونتیک اشاره نمود.